# Антоний Глебович
Антоний Глебович (XIII век) — упомянутый на поз. 37 Любецкого синодика князь из старшей ветви Ольговичей чернигово-северских.  В летописях не упоминается.

## Происхождение
Согласно традиционной версии, делящей всех упомянутых  на поз.32—41 Любецкого синодика князей на сыновей Владимира Святославича вщижского (ум.1201) и Глеба Святославича черниговского (ум. 1216/19), погибших во время монгольского нашествия (1238—39) — Антоний был сыном Глеба Святославича и младшим братом Мстислава Глебовича, оборонявшего Чернигов осенью 1239 года. В этом случае место княжения Антония неизвестно.
По другой версии, Антоний был сыном Глеба Ольговича, младшего брата Давыда Ольговича. В этом случае Антоний мог княжить в Стародубе.
О жене и потомстве Антония Глебовича неизвестно.

### Генеалогическое древо (предположительно)
- Святослав Всеволодович (1194)
  - Олег Святославич (1204)
    - Давыд Ольгович (1196?)
    - Глеб Ольгович
      - Антоний

    - Александр Ольгович

  - Глеб Святославич (1216/19)
    - Мстислав Глебович
    - Антоний
    - Михаил
    - Анисим
    - Роман
    - Иван

## См.также
- Толкования Любецкого синодика